# Il–18 (1946)
Az Il–18 közvetlenül a második világháború után az Iljusin tervezőirodában kifejlesztett szovjet négymotoros utasszállító repülőgép. 1946-ban repült először. Csak egy prototípus készült belőle. A repülőgép jó konstrukciónak bizonyult, de a géphez választott AS–73TK csillagmotorok megbízhatósága nem érte el a polgári légiforgalomhoz elvárt szintet. A gép fejlesztési programját 1948-ban beszüntették. A típusjelzést az 1950-es évek végén megjelent légcsavaros gázturbinás Il–18-as gépnél használták újra.

## Története
Szergej Iljusin 1945 tavaszán kezdett hozzá a gép tervezéséhez az Aeroflot nagy távolságú járatai alkalmas gépre vonatkozó igénye alapján, miközben már folyt az Il–12-es két első prototípusának építése. Iljusin az Il–12-nél nagyobb, nagy hatótávolságú gép kifejlesztését tűzte ki célul. A műszaki követelméynek alapján a gépnek 60–65 utassal 5000 km-es hatótávolságot kellett elérnir 450 km/hs utazósebesség mellett. Alkalmasnek kellett lennie maximum egy km-es, betonozott és füves kifutópályáról történő felszállásra. A géphez Iljusin eredetileg az Il–12-n is használt ACS–32-es V12-es dízelmotort szánta. Az ACS–32-es motorok gyártása csúszott, azért az Il–18-hoz végül az AS–73TK turbófeltöltős csillagmotort választották. A motorhoz készített turbófeltöltő fejlesztése csúszott, ezért Iljusin úgy döntött, hogy a késedelem elkerülésére a prptotípusba az első felszálláshoz a motor feltöltő nélküli változatát építik be. Ezekkel a motorokkal az Il–18-as